# Bénouville (Seine-Maritime)
Bénouville település Franciaországban, Seine-Maritime megyében. Lakosainak száma 168 fő (2022. január 1.). Bénouville Bordeaux-Saint-Clair, Étretat és Les Loges községekkel határos.

## Népesség
A település népességének változása:
| Lakosok száma | 173  | 174  | 175  | 179  | 183  | 189  | 182  | 175  | 168  |
|               | 2013 | 2015 | 2016 | 2017 | 2018 | 2019 | 2020 | 2021 | 2022 |